# Wiktor Ponomariow
Wiktor Siemionowicz Ponomariow, ros. Виктор Семёнович Пономарёв (ur. w 1924, Rosyjska FSRR, zm. w 1972 w Jarosławlu, Rosyjska FSRR) – rosyjski piłkarz, grający na pozycji obrońcy lub napastnika, trener piłkarski.

## Kariera piłkarska
W 1945 rozpoczął karierę piłkarską w drużynie WWS Moskwa. W 1949 został zaproszony do Torpeda Moskwa, z którym zdobył Puchar ZSRR. Na początku 1951 przeszedł do CDSA Moskwa, a po jego rozformowaniu w 1953 przeniósł się do MWO Moskwa. W 1954 został piłkarzem Szachtara Stalino, gdzie zakończył karierę piłkarza.

## Kariera trenerska
Po zakończeniu kariery piłkarza rozpoczął pracę szkoleniowca. W 1956 stał na czele Szachtara Kadijewka. Od 1957 do czerwca 1958 prowadził Metałurh Zaporoże. W 1959 dołączył do sztabu szkoleniowego Szynnik Jarosław, w którym pracował z przerwami do 1966 na stanowiskach starszego trenera i dyrektora technicznego. Następnie trenował kluby Szachtior Karaganda (1963), Rasswiet Krasnojarsk (1969), Ałga Frunze (1971) i Spartak Kostroma (1972).
W 1972 zmarł w Jarosławlu w wieku 48 lat.

## Sukcesy i odznaczenia

### Sukcesy piłkarskie
Torpedo Moskwa
- zdobywca Pucharu ZSRR: 1949

CDSA Moskwa
- mistrz Mistrzostw ZSRR: 1951
- zdobywca Pucharu ZSRR: 1951

### Odznaczenia
- tytuł Mistrza Sportu ZSRR